# Theo Pinkus
Paul Theodor "Theo" Pinkus (Zúrich, 21 de agosto de 1909 - Zúrich, 5 de mayo de 1991) fue un publicista, editor de periódicos y librero suizo.
En Alemania, fue prisionero de los nacional-socialistas durante la Segunda Guerra Mundial por ser «judío, comunista y extranjero al mismo tiempo». En Suiza fue redactor de diversas revistas de izquierda, entre las cuales se destacó Zeitdienst. Con su esposa Amalie Pinkus fundó la Biblioteca sobre historia del movimiento de los trabajadores.